# Национальная астрономическая обсерватория Японии

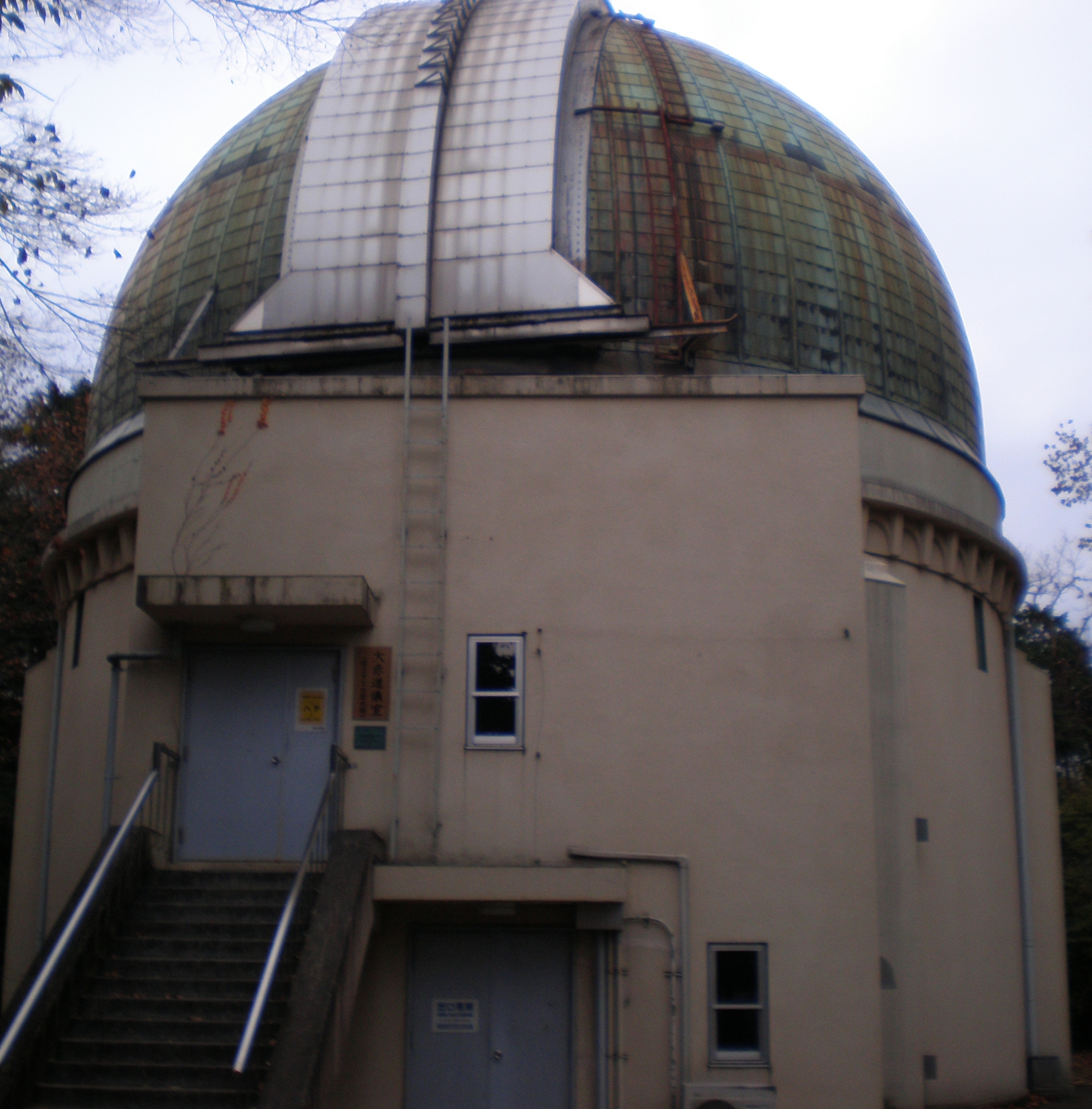
Здание, где располагался 65 см рефрактор, сейчас — музей обсерватории

Национальная астрономическая обсерватория Японии (англ: The National Astronomical Observatory of Japan (NAOJ)) — японская астрономическая исследовательская организация, объединяющая несколько учреждений в Японии и обсерваторию на Гавайях. Была создана в 1988 году как слияние трёх исследовательских организаций — Токийской обсерватории, Токийского университета, Широтной обсерватории Мицузавы и части Исследовательского института атмосферных помех при Нагойском университете.
После очередной реформы национальных исследовательских организаций в 2004 году НАОЯ стала подразделением Национальных институтов естественных наук.